# Rubén Gerardo y Barrera Pérez
Rubén Gerardo Barrera y Pérez (Ciudad de México, 3 de febrero de 1947) es un físico, catedrático e investigador mexicano. Se ha especializado en el estudio de la materia condensada y en las propiedades ópticas de sistemas complejos. Actualmente desempeña su labor como investigador emérito en la Universidad Nacional Autónoma México.

## Estudios y docencia
En 1968 obtuvo la licenciatura en Física en la Facultad de Ciencias de la Universidad Nacional Autónoma de México (UNAM) . En 1971 obtuvo un doctorado en la Universidad de Illinois en Urbana-Champaign en donde fue discípulo de Gordon Baym.  De 1971 a 1973 realizó estudios posdoctorales en Frankfurt y Aquisgrán, en Alemania, en el área de física de superficies.
Ha impartido cátedra de Electrodinámica y Electromagnetismo en su alma mater en los niveles de licenciatura, maestría y doctorado. Es miembro del Departamento de Estado Sólido del  Instituto de Físicia de la UNAM, y desde 1984 es profesor a tiempo completo.

## Asesor e investigador
Fue asesor del Instituto Mexicano del Petróleo de 1974 a 1978, del Centro de Investigación y Desarrollo de Condumex en 1990, de Industrias Resistol en 1991 y del Centro de Investigación en Polímeros del Grupo Comex de 1999 a 2006. 
Desde 1974 es investigador del Instituto de Física de la UNAM, fue reconocido Investigador Emérito en 2008. Desde 1990 es investigador nivel III del Sistema Nacional de Investigadores y en 2010 fue nombrado Investigador Nacional Emérito. Ha sido presidente de la Sociedad Mexicana de Física.

## Publicaciones
De 1976 a 1980 fue editor de la Revista Mexicana de Física, la cual dirigió de 1978 a 1980. De 2003 a 2010 fue editor del New Journal of Physycs. Ha publicado más de noventa artículos en revistas de divulgación internacional, doce de ellas latinoamericanas. Hasta marzo de 2010 había sido citado en más de mil seiscientas sesenta ocasiones. Entre algunos de sus títulos se encuentran:
- "On the retrieval of particle size from the effective optical properties of collooids", coautor  en Physica en 2010.
- "Monitor of the plasmon resonance of gold nanoparticles in Au/TiO2 catalyst under oxidative and reducing atmospheres, coautor en Journal of Physical Chemistry en 2010.
- "Nonlocal nature of the electrodynamic response of colloidal systems", coautor en Physical Review, en 2007.
- "Measurement of light refraction at a plane interface of a turbid colloidal suspension", coautor en New Journal of Physics, en 2005.

## Premios y distinciones
- Medalla GAA de la Academia de la Investigación Científica en 1986.
- Fellow de la American Physical Society en 2001.
- Fellow del Institute of Physics de Gran Bretaña en 2004.
- Premio Universidad Nacional en el área de Investigación en Ciencias Exactas por la Universidad Nacional Autónoma de México en 2003.
- Premio “El Potosí”  otorgado por el Instituto Potosino de Investigación Científica y Tecnológica en 2004.
- Investigador Emérito por la Universidad Nacional Autónoma de México desde 2008.
- Investigador Nacional Emérito por el Sistema Nacional de Investigadores desde 2010.
- Premio Nacional de Ciencias y Artes en el área de Ciencias Físico-Matemáticas y Naturales por la Secretaría de Educación Pública en 2012.